# Thomas Beelen
Thomas Beelen, né le 11 juin 2001 à Harderwijk aux Pays-Bas, est un footballeur néerlandais qui évolue au poste de défenseur central au Feyenoord Rotterdam.

## Biographie

### PEC Zwolle
Né à Harderwijk aux Pays-Bas, Thomas Beelen est formé par le FC Twente, avant de rejoindre le VVOG (en) puis le centre de formation du PEC Zwolle.
Le 8 juin 2023, Beelen signe son premier contrat professionnel avec le PEC Zwolle.

### Feyenoord Rotterdam
Le 10 juillet 2023, Thomas Beelen rejoint le Feyenoord Rotterdam. Il signe un contrat de quatre ans,.
Le 7 décembre 2023, il fait sa première apparition en Ligue des champions, à l'occasion d'un match de groupe où il est titularisé contre le Celtic FC. Son équipe est battue par deux buts à un ce jour-là,.
Beelen remporte la Coupe des Pays-Bas 2023-2024 avec Feyenoord, étant titulaire lors de la finale qui a lieu le 21 avril 2024, face au NEC Nimègue. Son équipe s'impose sur le score de un but à zéro ce jour-là,.

## Palmarès

### En club
Feyenoord Rotterdam
- Coupe des Pays-Bas (1) :
  - Vainqueur : 2023-2024.